# Sirča
Sirča (izvirno srbsko Сирча) je naselje v Srbiji, ki upravno spada pod Občino Kraljevo; slednja pa je del Raškega upravnega okraja.

## Demografija
V naselju živi 1129 polnoletnih prebivalcev, pri čemer je njihova povprečna starost 43,6 let (41,9 pri moških in 45,2 pri ženskah). Naselje ima 465 gospodinjstev, pri čemer je povprečno število članov na gospodinjstvo 2,90. To naselje je, glede na rezultate popisa iz leta 2002, večinoma srbsko, v času zadnjih treh popisov pa je opazno zmanjšanje števila prebivalcev.
|  |

| Demografija | Demografija     | Demografija     |
| Leto        | Št. prebivalcev | Št. prebivalcev |
| ----------- | --------------- | --------------- |
|             |                 |                 |
|             |                 |                 |
|             |                 |                 |
|             |                 |                 |
| 1948        | 1141            |                 |
| 1953        | 1185            |                 |
| 1961        | 1212            |                 |
| 1971        | 1435            |                 |
| 1981        | 1529            |                 |
| 1991        | 1479            | 1440            |
| 2002        | 1419            | 1347            |
|             |                 |                 |

| Etnična sestava po popisu iz leta 2002 | Etnična sestava po popisu iz leta 2002 | Etnična sestava po popisu iz leta 2002 | Etnična sestava po popisu iz leta 2002 | Etnična sestava po popisu iz leta 2002 |
| -------------------------------------- | -------------------------------------- | -------------------------------------- | -------------------------------------- | -------------------------------------- |
| Srbi                                   | Srbi                                   |                                        | 1.331                                  | 98,81%                                 |
| Makedonci                              | Makedonci                              |                                        | 3                                      | 0,22%                                  |
| Črnogorci                              | Črnogorci                              |                                        | 2                                      | 0,14%                                  |
| Hrvati                                 | Hrvati                                 |                                        | 1                                      | 0,07%                                  |
| Ukrajinci                              | Ukrajinci                              |                                        | 1                                      | 0,07%                                  |
| Rusi                                   | Rusi                                   |                                        | 1                                      | 0,07%                                  |
| Neznano                                | Neznano                                |                                        | 7                                      | 0,51%                                  |